# Jill Pitkeathley, Baroness Pitkeathley

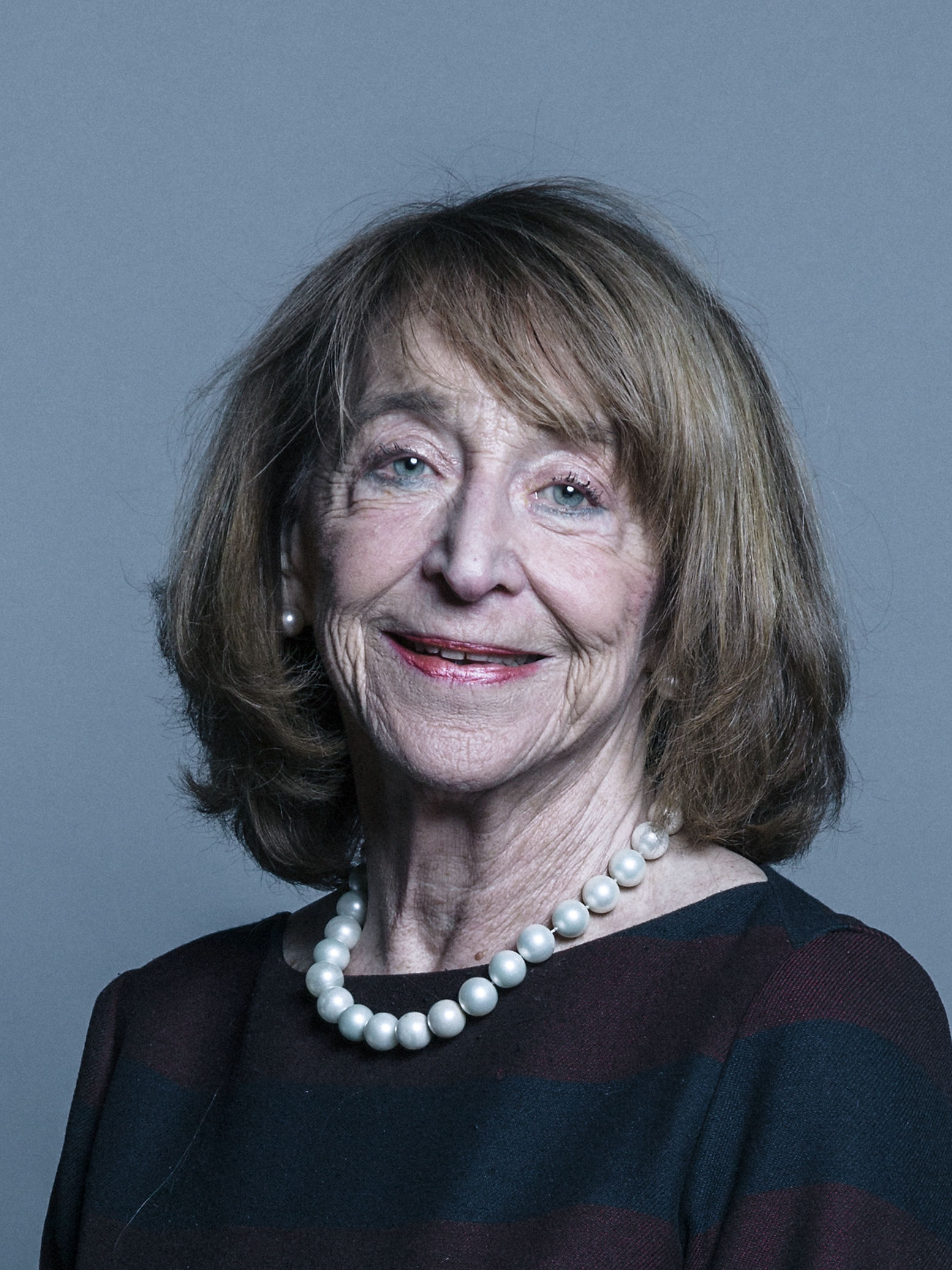
Jill Pitkeathley, Baroness Pitkeathley

Jill Elizabeth Pitkeathley, Baroness Pitkeathley OBE (* 4. Januar 1940 auf der Kanalinsel Guernsey) ist eine britische Schriftstellerin und Politikerin der Labour Party.

## Leben
Pitkeathley wurde als Einzelkind auf der Kanalinsel Guernsey geboren. Ihre frühe Kindheit verbrachte sie, aufgrund der Kriegsereignisse und der Besetzung der Kanalinseln durch das Deutsche Reich, nach England evakuiert, in Yorkshire. Sie besuchte das Ladies’ College, eine private Mädchenschule in St. Peter Port auf der Kanalinsel Guernsey. An der University of Bristol erwarb sie ihr Diplom im Fach Soziologie. 
Pitkeathley begann ihre berufliche Laufbahn im sozialen Bereich. Sie war von 1961 bis 1967 als Sozialarbeiterin in Manchester, Berkshire und Essex tätig.
Von 1970 bis 1982 war sie beim National Health Service Koordinatorin für den Einsatz von ehrenamtlichen und freiwilligen Helfern und Mitarbeitern. Von 1983 bis 1986 war sie für das National Consumer Council tätig. Sie war anschließend von 1986 bis 1998 Geschäftsführerin (Chief Executive) der Wohltätigkeits- und Hilfsorganisation Carers UK (früher: National Council for Carers). Sie baute die damals relative kleine Organisation zu einer Organisation mit landesweiter Bedeutung auf. Sie setzte sich insbesondere für eine bessere Wahrnehmung der professionellen und ehrenamtlichen Pflegekräfte in der Öffentlichkeit ein. Sie verfasste Bücher und Ratgeber zum Thema Altenpflege und Familienpflege, unter anderem It's My Duty Isn't It? (1989) und Only Child: How to Survive Being One (1994). Diese Publikationen verschafften ihr nationale Bekanntheit. 
Von 1998 bis 2004 war sie Vorsitzende (Chair) des New Opportunities Fund (NOF), einer öffentlichen, nicht der Regierung unterstellten Einrichtung, die Geld aus den Einnahmen der nationalen Lotterieveranstalter an Projekte im Bereich Bildung, Gesundheit und Umwelt verteilt. 
2004 wurde sie Vorsitzende (Chair) der Kinderhilfsorganisation Children and Family Court Advisory and Support Service (CAFCASS). Dieses Amt hatte sie bis 2008 inne; ihre Nachfolgerin im Amt ist Claire Tyler, Baroness Tyler of Enfield.
Von 2005 bis 2008 war sie ebenfalls Vorsitzende des Future Builders Advisory Panel. 2008 war sie Interimspräsidentin des General Social Care Council. Seit 2009 ist Pitkeathley außerdem Vorsitzende (Chair) des Council for Healthcare Regulatory Excellence (CHRE). Pitkeathley war außerdem seit Vorsitzende (Chair) des Office for Civil Society Advisory Body bis zu dessen Abschaffung im März 2011.
Im Bereich der kommunalen Selbstverwaltung und der Kommunalpolitik engagierte sich Pitkeathley ebenfalls. Sie war von 1990 bis 1998 Vize-Präsidentin (Vice President) des Community Council von Berkshire; seit 1998 ist sie dessen Präsidentin. 
Pitkeathley war weiters Gründungsmitglied von ACEVO, der Association of Chief Executives of Voluntary Organisations.
Pitkeathley wurde in den letzten Jahren auch als Schriftstellerin bekannt. Sie ist die Verfasserin von zwei historischen Romanen über das Leben von Jane Austen: Cassandra and Jane (2008) und Dearest Cousin (2010). Die Bücher sind im Verlag HarperCollins erschienen.

## Mitgliedschaft im House of Lords
Am 6. Oktober 1997 wurde sie als Baroness Pitkeathley, of Caversham in the Royal County of Berkshire, zur Life Peeress erhoben. Im House of Lords sitzt sie für die Labour Party. 
Am 20. November 1997 hielt sie ihre Antrittsrede.
Im House of Lords ist sie seit 2002 Stellvertretende Präsidentin des Parliaments (Deputy Speaker) und ebenfalls seit 2002 Stellvertretende Vorsitzende der Parlamentsausschüsse (Deputy Chair of Committees). 
Zu den politischen Interessengebieten Pitkeathleys gehören die Gesundheitspolitik, die Sozial- und Wohlfahrtspflege, Wohltätigkeitsorganisationen und das Ehrenamt. Ihr besonderes Interesse gilt den Kanalinseln.

## Ehrungen
Pitkeathley wurde zum Officer des Order of the British Empire ernannt.
Sie ist Trägerin mehrerer Ehrendoktortitel. Sie ist Ehrendoktor der University of Bristol und der London Metropolitan University.
2006 erhielt in Anerkennung ihrer Verdienste im sozialen Bereich bei den Charity Awards den Outstanding Lifetime Achievement Award.

## Privates
Pitkeathley war in erster Ehe mit einem Mitstudenten verheiratet, den sie an der University of Bristol kennengelernt hatte. Aus der Ehe stammen zwei gemeinsame Kinder, ein Sohn (Robert) und eine Tochter (Rachel). Die Ehe wurde später geschieden; Pitkeathley war anschließend wieder in Vollzeit berufstätig.
Sie lebt aktuell (Stand: November 2012) abwechselnd in London und in Herefordshire. Sie ist in zweiter Ehe mit dem Autor David Emerson verheiratet; gemeinsam mit ihm verfasste sie die Bücher Only Child and Age Gap Relationships.  
Zu ihren Hobbys zählt Pitkeathley Spazierengehen, Theater, die Beschäftigung mit ihren Enkelkindern und Gartenarbeit. Gemeinsam mit ihrem zweiten Ehemann widmet sie sich dem Anbau von Wildblumen auf einem Hügel im Wye Valley. 